# Sakanshah
Sakanshah («roi des Sistân») était le titre utilisé par les dirigeants (et plus tard les gouverneurs) de Sistan, apparu pour la première fois sous la domination des Surens. Le titre a également été utilisé par les gouverneurs de Sakastan pendant l'ère sassanide. Cependant, au début du règne du roi Péroz Ier (459-484), le titre fut aboli,,,.